# Reunited Summer Tour
Reunited Summer Tour —en español: Gira de verano reunidos— es la vigésima primera gira mundial de conciertos de la banda británica de heavy metal Judas Priest, para conmemorar el regreso de Rob Halford a la banda. Comenzó el 2 de junio de 2004 en el Stadionsporthalle de Hanover en Alemania y culminó el 27 de junio del mismo año en el festival Graspop Metal Meeting de Dessel en Bélgica. Cabe señalar que es la primera gira desde Operation Rock 'N' Roll Tour de 1991 en la que participa Halford y además les permitió tocar por primera vez en Bulgaria.

## Antecedentes
En abril de 2004 la banda a través de algunos medios de comunicación informó que darían una serie de conciertos en junio, para conmemorar el regreso de Rob Halford tras varios años alejado de Judas Priest. La gira principalmente se llevó a cabo en los principales festivales europeos como el Gods of Metal de Italia, Rock Im Park de Alemania y el Graspop Metal Meeting de Bélgica por ejemplo. Además contó con la primera presentación de la agrupación en Bulgaria y también con un concierto en Francia, el que solo días antes tuvo que ser cancelado por dificultades técnicas con el recinto.
Por otro lado y en ciertas presentaciones tuvieron a Annihilator y Queensrÿche como teloneros, e incluso en Barcelona fueron acompañados por los españoles Barón Rojo.

## Lista de canciones
A diferencia de los tours anteriores, tuvieron un solo listado de canciones para todas las presentaciones que dieron, donde solo cambiaban el orden en las que se interpretaban. A continuación el setlist de la gira, extraído del concierto dado en Hanover el 2 de junio.
1. «The Hellion»
2. «Electric Eye»
3. «Metal Gods»
4. «Heading Out to the Highway»
5. «The Ripper»
6. «A Touch of Evil»
7. «The Sentinel»
8. «Turbo Lover»
9. «Victim of Changes»
10. «Diamonds & Rust»
11. «Breaking the Law»
12. «Beyond the Realms of Death»
13. «The Green Manalishi (With the Two Pronged Crown)»
14. «Painkiller»
15. «Hell Bent for Leather»
16. «Living After Midnight»
17. «United»
18. «You've Got Another Thing Comin'»

## Fechas
| Fecha       | País            | Ciudad        | Recinto                       | Notas                                           |
| Europa      | Europa          | Europa        | Europa                        | Europa                                          |
| ----------- | --------------- | ------------- | ----------------------------- | ----------------------------------------------- |
| 2 de junio  | Alemania        | Hanover       | Stadionsporthalle             | teloneados por Annihilator                      |
| 4 de junio  | Alemania        | Nuremberg     | Rock Im Park                  |                                                 |
| 5 de junio  | Italia          | Bolonia       | Gods of Metal                 |                                                 |
| 6 de junio  | Suiza           | Frauenfeld    | Ruegerholz Festhalle          | teloneados por Annihilator                      |
| 8 de junio  | Alemania        | Berlín        | Treptow Arena                 | teloneados por Annihilator                      |
| 10 de junio | Suecia          | Norje         | Sweden Rock Festival          |                                                 |
| 12 de junio | Países Bajos    | Lichtenvoorde | Arrow Rock Festival           |                                                 |
| 13 de junio | Alemania        | Oberhausen    | König-Pilsener Arena          | teloneados por Annihilator                      |
| 14 de junio | República Checa | Praga         | T-Mobil Arena                 | teloneados por Annihilator y Soulfly            |
| 16 de junio | Hungría         | Budapest      | Sala Petofi                   | teloneados por Queensrÿche, Black-Out y Nemesis |
| 18 de junio | Bulgaria        | Sofía         | Akademik Stadium              | teloneados por Queensrÿche                      |
| 20 de junio | Grecia          | Atenas        | Rockwave Festival             |                                                 |
| 24 de junio | España          | Barcelona     | Pabellón Olímpico de Badalona | teloneados por Barón Rojo                       |
| 25 de junio | España          | Valencia      | Metal Manía Festival          |                                                 |
| 27 de junio | Bélgica         | Dessel        | Graspop Metal Meeting         |                                                 |

## Músicos
- Rob Halford: voz
- K.K. Downing: guitarra eléctrica
- Glenn Tipton: guitarra eléctrica
- Ian Hill: bajo
- Scott Travis: batería